# Лідія Перес
Лідія Перес Тоуріньйо (ісп. Lydia Pérez Touriño; нар. 17 жовтня 1997, Понтеведра, провінція Понтеведра, Галісія) — іспанська борчиня вільного стилю, чемпіонка та бронзова призерка Середземноморського чемпіонату з боротьби, бронзова призерка Середземноморських ігор.

## Життєпис
Двічі, у 2016 та 2019 вигравала Середземноморський чемпіонат з боротьби серед юніорів. Виступає за клуб «Лоїта Понтеведра» з Понтеведри. У 2022 році дебютувала у змаганнях з пляжної боротьби і відразу добула бронзову нагороду Всесвітньої серії з пляжної боротьби.

## Спортивні результати на міжнародних змаганнях

### Виступи на Чемпіонатах світу
| Змагання                        | Збірна  | Вагова категорія          | Місце |
| ------------------------------- | ------- | ------------------------- | ----- |
| Чемпіонат світу з боротьби 2019 | Іспанія | жіноча боротьба, до 62 кг | 16    |
| Чемпіонат світу з боротьби 2022 | Іспанія | жіноча боротьба, до 62 кг | 23    |

### Виступи на Чемпіонатах Європи
| Змагання                         | Збірна  | Вагова категорія          | Місце |
| -------------------------------- | ------- | ------------------------- | ----- |
| Чемпіонат Європи з боротьби 2019 | Іспанія | жіноча боротьба, до 62 кг | 12    |
| Чемпіонат Європи з боротьби 2020 | Іспанія | жіноча боротьба, до 62 кг | 7     |
| Чемпіонат Європи з боротьби 2022 | Іспанія | жіноча боротьба, до 62 кг | 9     |
| Чемпіонат Європи з боротьби 2023 | Іспанія | жіноча боротьба, до 62 кг | 11    |

### Виступи на Європейських іграх
| Змагання              | Збірна  | Вагова категорія          | Місце |
| --------------------- | ------- | ------------------------- | ----- |
| Європейські ігри 2019 | Іспанія | жіноча боротьба, до 62 кг | 10    |

### Виступи на Кубках світу
| Змагання                    | Збірна  | Вагова категорія          | Місце |
| --------------------------- | ------- | ------------------------- | ----- |
| Кубок світу з боротьби 2020 | Іспанія | жіноча боротьба, до 62 кг | 13    |

### Виступи на інших змаганнях
| Змагання                                                       | Збірна  | Вагова категорія          | Місце  |
| -------------------------------------------------------------- | ------- | ------------------------- | ------ |
| Середземноморський чемпіонат з боротьби 2015                   | Іспанія | жіноча боротьба, до 60 кг | Бронза |
| Середземноморський чемпіонат з боротьби 2016                   | Іспанія | жіноча боротьба, до 58 кг | Золото |
| Середземноморські ігри 2018                                    | Іспанія | жіноча боротьба, до 62 кг | 4      |
| Середземноморські ігри 2022                                    | Іспанія | жіноча боротьба, до 62 кг | Бронза |
| Гран-прі Іспанії з боротьби 2015                               | Іспанія | жіноча боротьба, до 60 кг | 9      |
| Henri Deglane Challenge 2015                                   | Іспанія | жіноча боротьба, до 58 кг | 5      |
| Гран-прі Парижа з боротьби 2016                                | Іспанія | жіноча боротьба, до 58 кг | 5      |
| Гран-прі Іспанії з боротьби 2016                               | Іспанія | жіноча боротьба, до 58 кг | 11     |
| Турнір міста Сассарі з боротьби 2017                           | Іспанія | жіноча боротьба, до 60 кг | Бронза |
| Турнір Дана Колова — Николи Петрова 2018                       | Іспанія | жіноча боротьба, до 62 кг | 5      |
| Турнір міста Сассарі з боротьби 2018                           | Іспанія | жіноча боротьба, до 62 кг | Срібло |
| Гран-прі Іспанії з боротьби 2018                               | Іспанія | жіноча боротьба, до 62 кг | 11     |
| Henri Deglane Challenge 2018                                   | Іспанія | команда                   | Бронза |
| Гран-прі Німеччини з боротьби 2019                             | Іспанія | жіноча боротьба, до 62 кг | 10     |
| Турнір міста Сассарі з боротьби 2019                           | Іспанія | жіноча боротьба, до 62 кг | 15     |
| Гран-прі Іспанії з боротьби 2019                               | Іспанія | жіноча боротьба, до 62 кг | 5      |
| Відкритий чемпіонат Польщі з боротьби 2019                     | Іспанія | жіноча боротьба, до 62 кг | 13     |
| Меморіал Маттео Пелліконе 2020                                 | Іспанія | жіноча боротьба, до 62 кг | 15     |
| Відкритий чемпіонат Польщі з боротьби 2020                     | Іспанія | жіноча боротьба, до 62 кг | 8      |
| Гран-прі Франції Анрі Деглана 2021                             | Іспанія | жіноча боротьба, до 62 кг | 9      |
| Київський Міжнародний турнір з боротьби 2021                   | Іспанія | жіноча боротьба, до 65 кг | 9      |
| Олімпійський кваліфікаційний турнір з боротьби 2020 (Будапешт) | Іспанія | жіноча боротьба, до 62 кг | 9      |
| Олімпійський кваліфікаційний турнір з боротьби 2020 (Софія)    | Іспанія | жіноча боротьба, до 62 кг | 21     |
| Турнір Дана Колова — Николи Петрова 2022                       | Іспанія | жіноча боротьба, до 62 кг | 5      |
| Турнір міста Сассарі з боротьби 2022                           | Іспанія | жіноча боротьба, до 62 кг | Срібло |
| Гран-прі Іспанії з боротьби 2022                               | Іспанія | жіноча боротьба, до 62 кг | Бронза |
| Гран-прі Франції Анрі Деглана 2022                             | Іспанія | команда                   | Бронза |
| Гран-прі Франції Анрі Деглана 2023                             | Іспанія | жіноча боротьба, до 62 кг | 7      |
| Відкритий чемпіонат Загреба з боротьби 2023                    | Іспанія | жіноча боротьба, до 62 кг | 16     |
| Klippan Lady Open 2023                                         | Іспанія | жіноча боротьба, до 62 кг | Бронза |
| Турнір К. У. Кожомкула і Р. Санатбаєва 2023                    | Іспанія | жіноча боротьба, до 62 кг | 11     |
| Турнір міста Сассарі з боротьби 2023                           | Іспанія | жіноча боротьба, до 62 кг | Золото |

### Виступи на змаганнях молодших вікових груп
| Змагання                                                   | Збірна  | Вагова категорія          | Місце  |
| ---------------------------------------------------------- | ------- | ------------------------- | ------ |
| Чемпіонат Європи з боротьби серед кадетів 2013             | Іспанія | жіноча боротьба, до 56 кг | 16     |
| Чемпіонат Європи з боротьби серед кадетів 2014             | Іспанія | жіноча боротьба, до 60 кг | 15     |
| Чемпіонат Європи з боротьби серед юніорів 2015             | Іспанія | жіноча боротьба, до 59 кг | 13     |
| Чемпіонат Європи з боротьби серед юніорів 2016             | Іспанія | жіноча боротьба, до 59 кг | 16     |
| Середземноморський чемпіонат з боротьби серед юніорів 2016 | Іспанія | жіноча боротьба, до 59 кг | Золото |
| Чемпіонат Європи з боротьби серед юніорів 2017             | Іспанія | жіноча боротьба, до 59 кг | 13     |
| Чемпіонат світу з боротьби серед молоді 2017               | Іспанія | жіноча боротьба, до 58 кг | 13     |
| Чемпіонат світу з боротьби серед молоді 2018               | Іспанія | жіноча боротьба, до 62 кг | 13     |
| Чемпіонат Європи з боротьби серед молоді 2019              | Іспанія | жіноча боротьба, до 62 кг | 5      |
| Середземноморський чемпіонат з боротьби серед молоді 2019  | Іспанія | жіноча боротьба, до 62 кг | Золото |
| Чемпіонат світу з боротьби серед молоді 2019               | Іспанія | жіноча боротьба, до 62 кг | 7      |